# F Market & Wharves

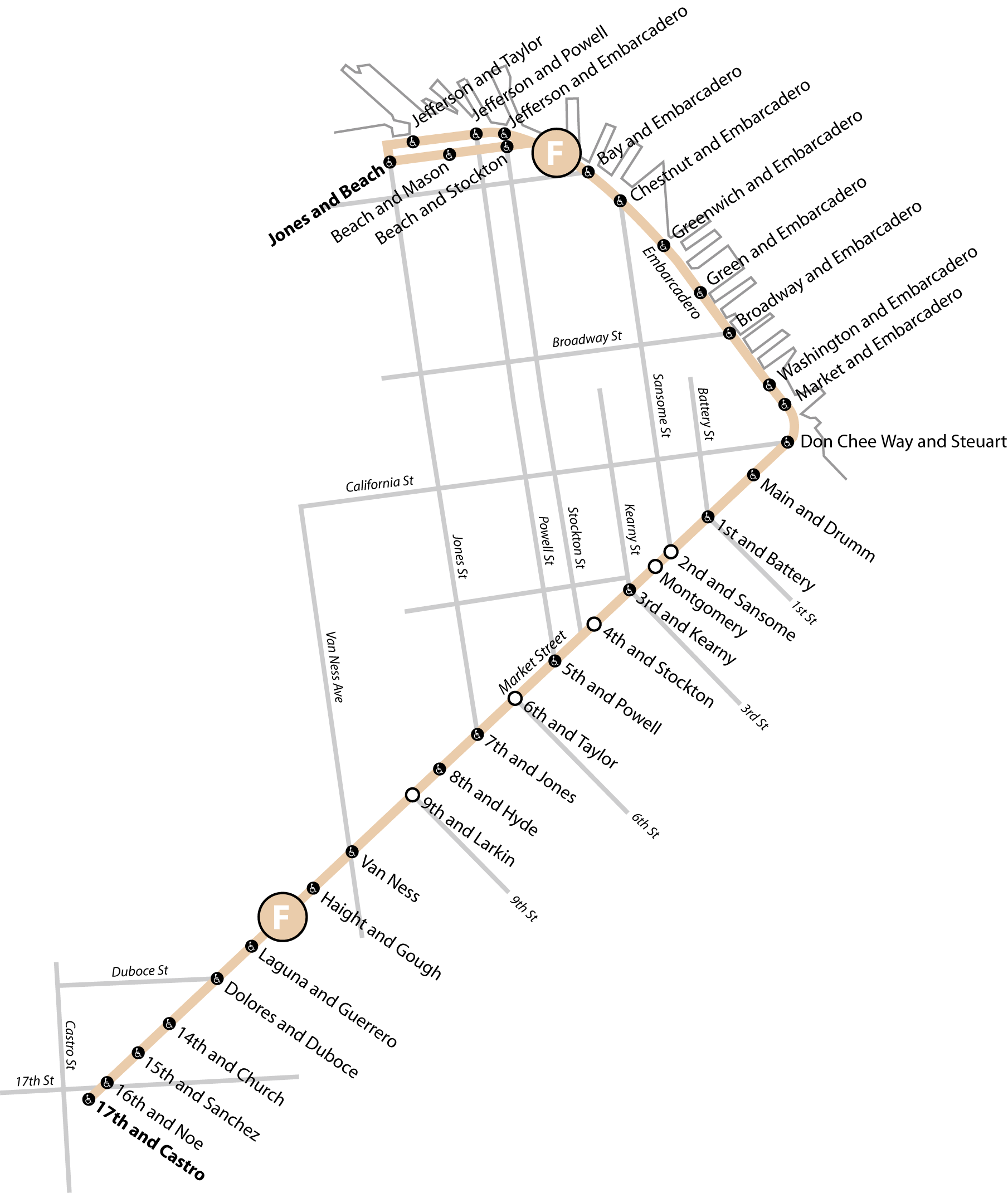
Route van lijn F Market & Wharves

F Market & Wharves is een tramlijn in San Francisco die met historisch trammaterieel wordt geëxploiteerd. Deze trams zijn zowel historische trams uit San Francisco zelf als van bedrijven uit andere Amerikaanse steden. Ook trams uit andere werelddelen worden ingezet. Organisatorisch wordt F Market & Wharves door de San Francisco Municipal Railway (ook wel Muni) geëxploiteerd maar er is onlosmakelijk ondersteuning door Market Street Railway. Deze organisatie, een non-profitorganisatie opgericht door liefhebbers, brengt fondsen bij elkaar en restaureert oude trams.

## Geschiedenis
De tramlijn dankt haar bestaan aan de San Francisco Historic Trolley Festivals, die in 1983 startten. Oorspronkelijk zou het een activiteit voor één jaar zijn om toeristen, die dat jaar wegens reconstructie geen gebruik van de kabeltrams konden maken, een alternatief te bieden. Activiteiten waren onder andere het in de zomer laten rijden van historische trams over San Francisco's Market Street. Het was een samenwerking tussen SF Muni en de Kamer van Koophandel van San Francisco. De route liep van de Transbay Terminal naar Market Street en vandaar naar de wijk Castro aan de 17de straat.
Dit festival bleek zo succesvol dat het in 1987 werd herhaald. In dat jaar waren de ideeën om te komen tot een permanente historische tramlijn zover dat hard aan de introductie ervan werd gewerkt. Ná het festival kwam de lijn semipermanent in dienst over de genoemde route. Vele verschillende historische trams werden geprobeerd maar het 20 uur per dag rijden met onderhoudsgevoelige oude trams betekende dat het bedrijf naar alternatieven moest kijken. Het gebruikte materieel sleet te veel en er bleek een enorme toename in onderhoud te zijn. Daarom werd besloten de lijn als basis met gebruikte PCC-cars te gaan exploiteren. Deze werden tweedehands van het openbaarvervoerbedrijf SEPTA in Philadelphia gekocht. Het werd een serie van 14 waaraan Muni nog 3 van haar historische PCC's toevoegde.
In 1995 werd lijn F definitief in dienst gesteld met de gerestaureerde PCC-cars. Alle trams waren in verschillende kleuren geverfd: in kleurstellingen van vroegere openbaarvervoerbedrijven die ooit PCC-cars hadden geëxploiteerd. Het gebruik van de lijn steeg boven de verwachtingen en de ritten moesten worden aangevuld met andere tweedehands trams: Italiaanse trams uit 1928 van het Peter Witt Car type uit Milaan. Hiervan zijn er elf overgenomen, waarvan er acht inzetbaar zijn. In maart 2000 werd lijn F vele kilometers vanaf het einde van Market Street via de Embarcadero naar Fisherman's Wharf verlengd.
De exploitatie is aldus een mengsel van PCC- en Peter Witt-cars die ervoor zorgt dat alle trams goed onderhouden kunnen blijven. Naast deze tramtypes doen incidenteel, of op huurbasis, ook oude trams uit Hamburg, Blackpool, Hankai, Kobe, Melbourne, Porto, Brussel (in kleurenschema van Zürich) en New Orleans dienst.

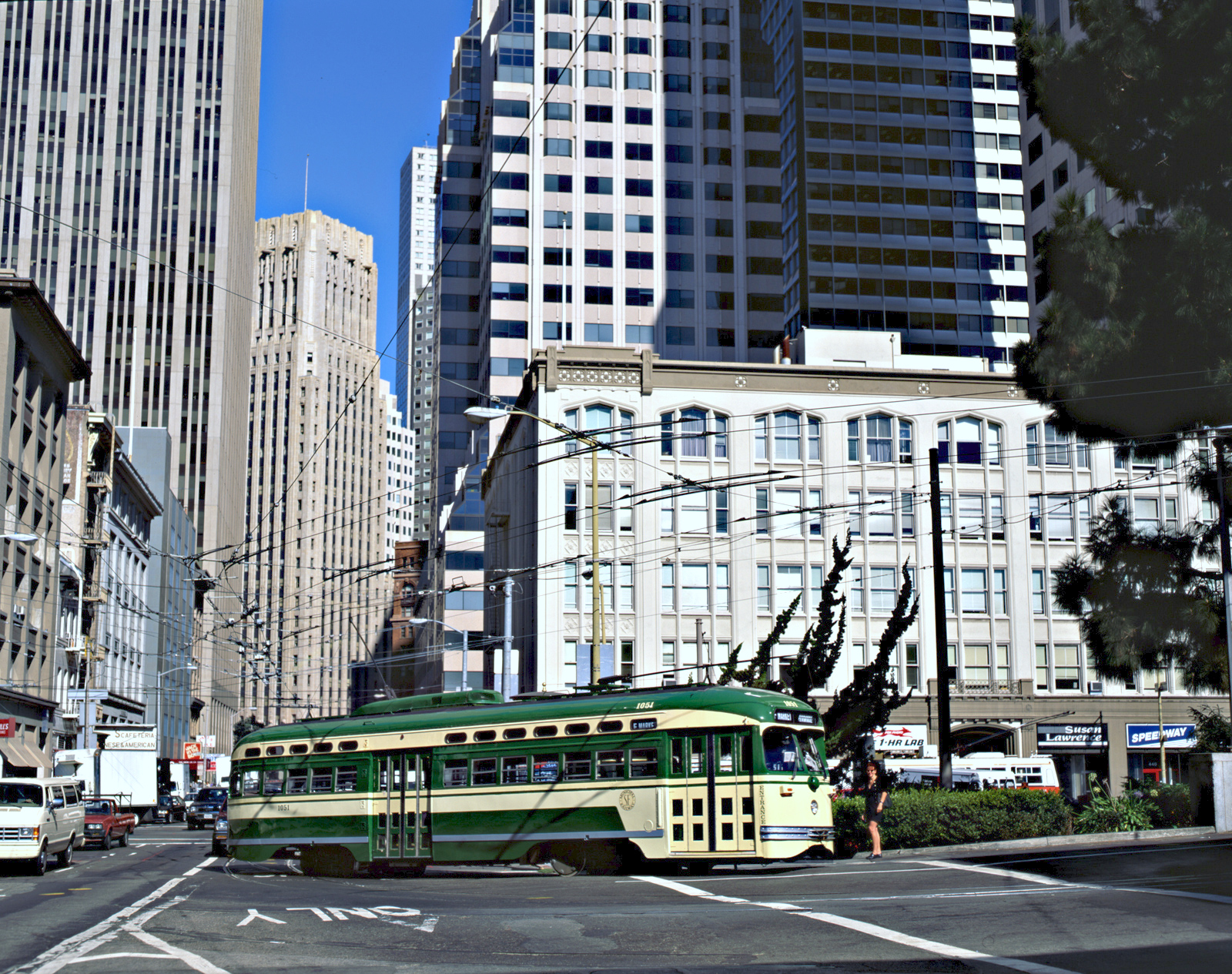
PCC 1051 bij de Transbay Terminal in San Francisco uitvoering
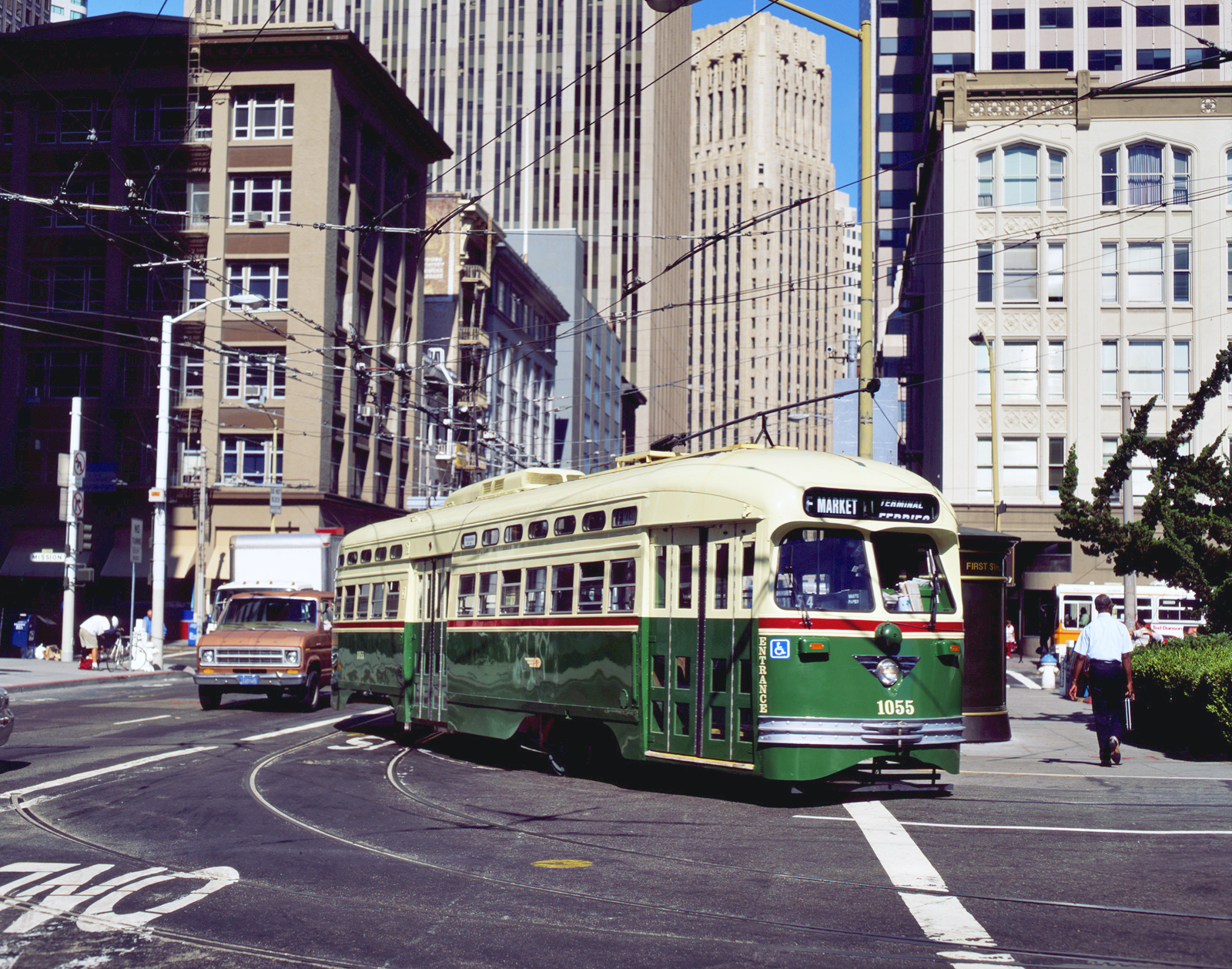
PCC 1055 op dezelfde plek in SEPTA (Philadelphia) uitvoering
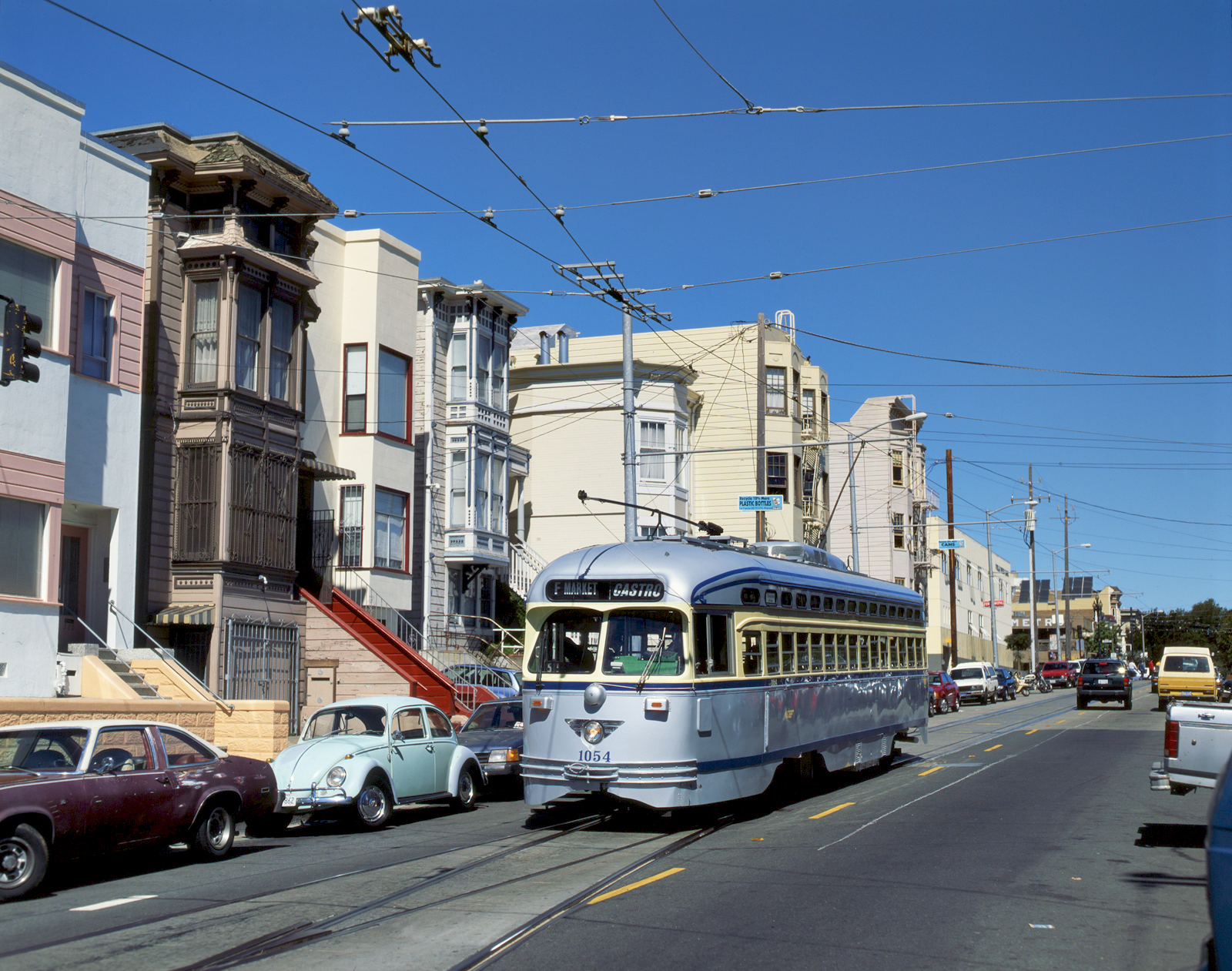
PCC 1054 in de wijk Castro in een eerdere SEPTA uitvoering
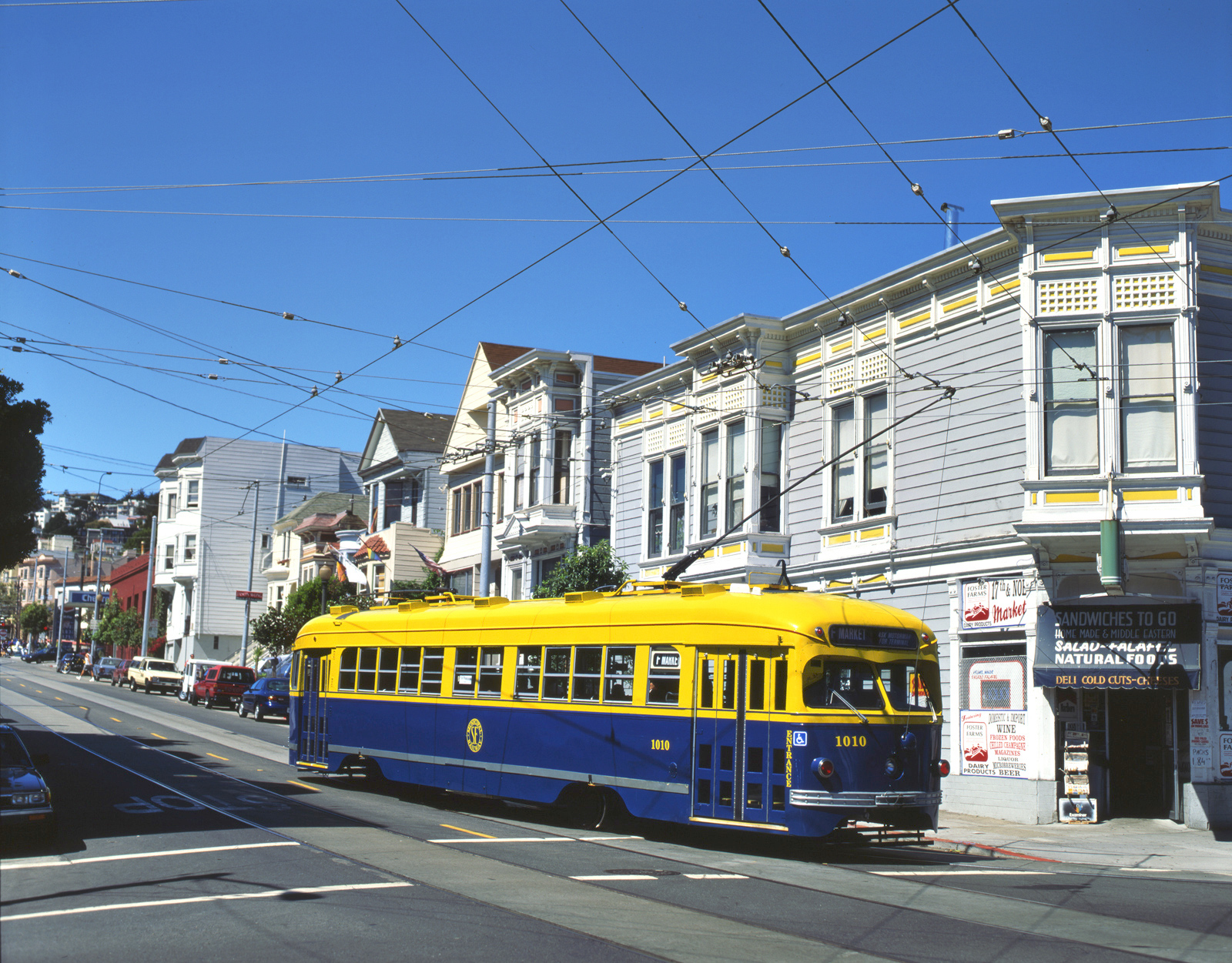
PCC 1010 - een met twee bestuurdersplaatsen - in de allereerste 'Magic Carpet'-uitvoering van San Francisco
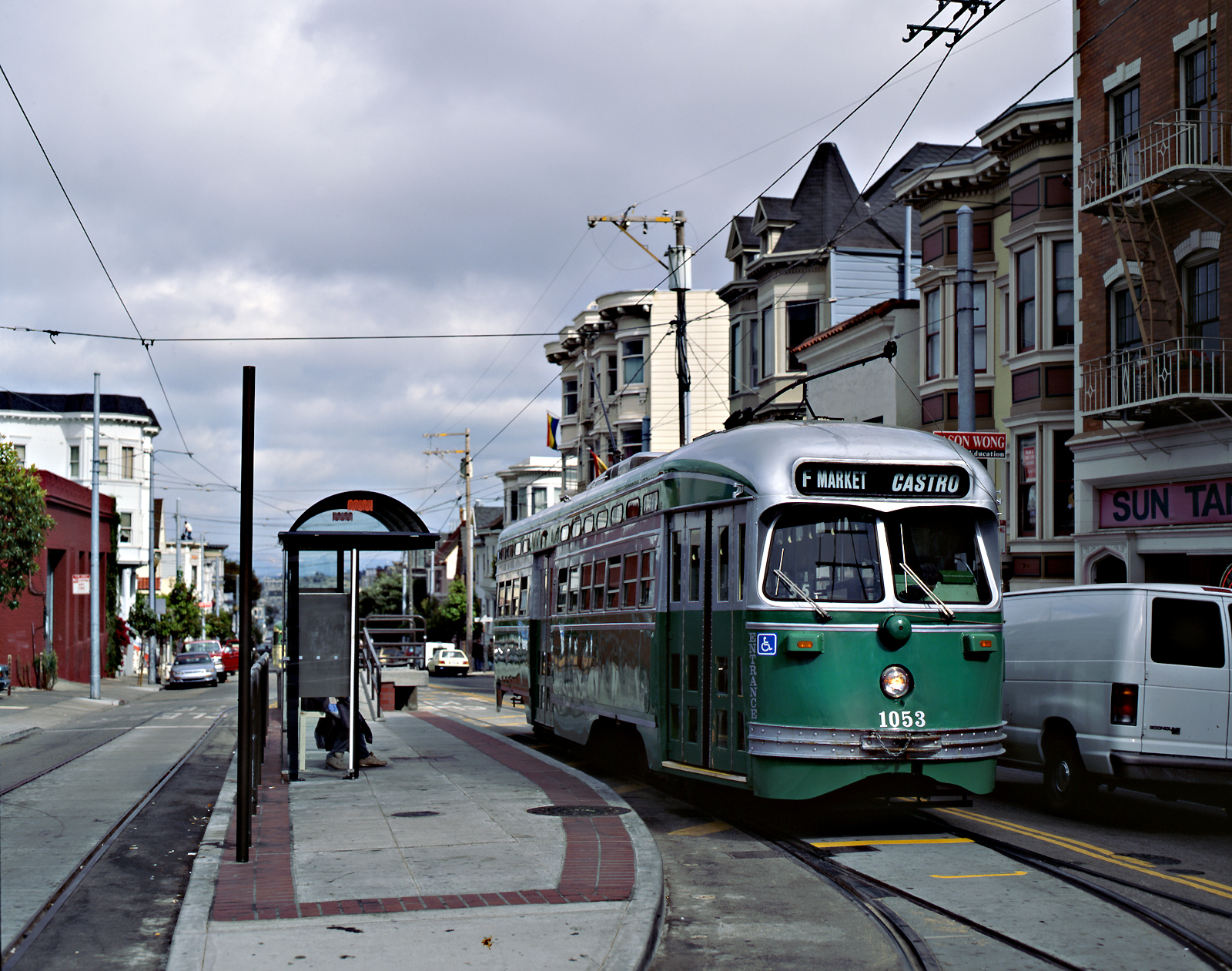
PCC 1053 op eindpunt Castro Street in Brooklyn uitvoering
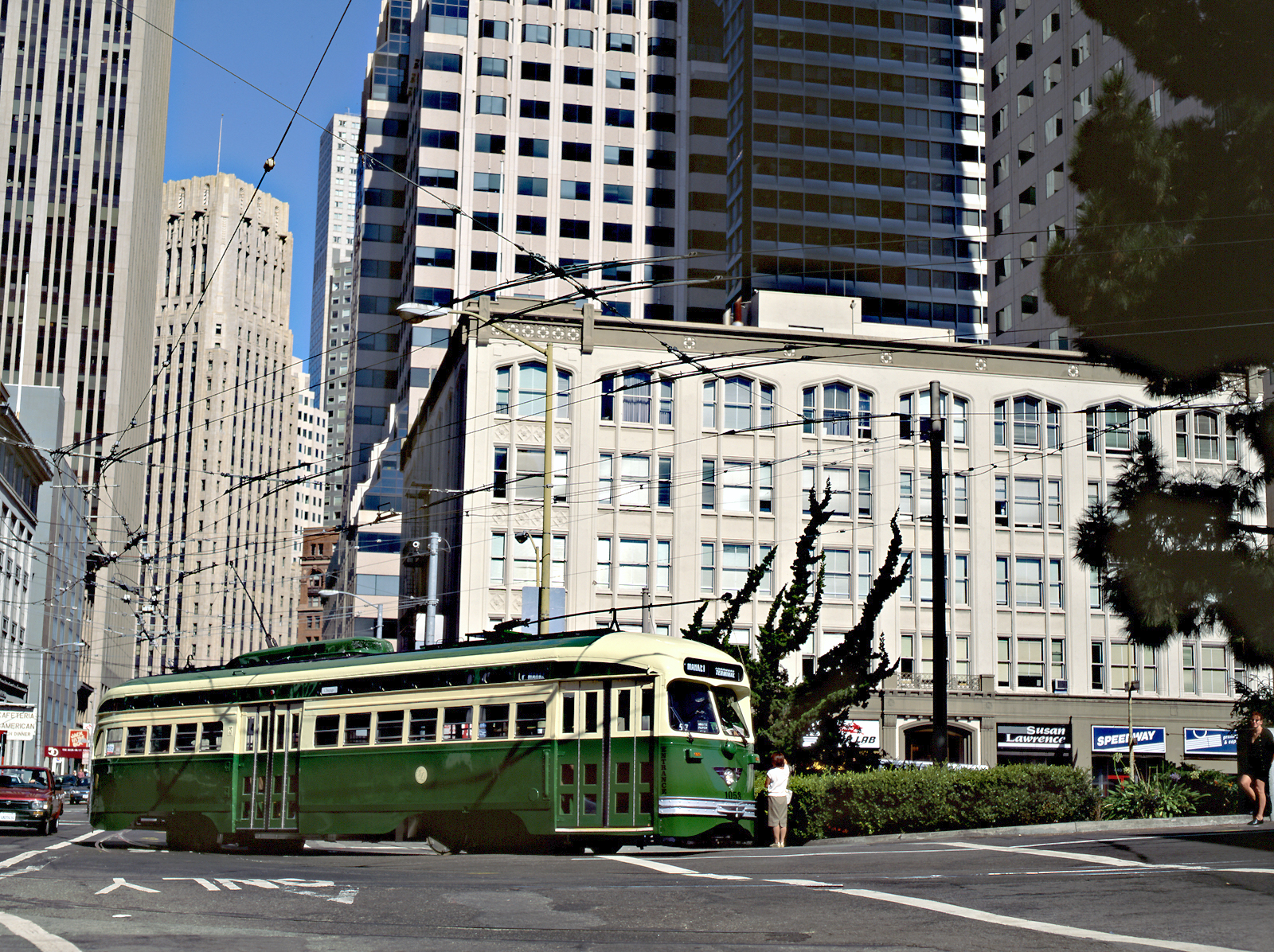
PCC 1058 bij de Transbay Terminal in Chicago uitvoering
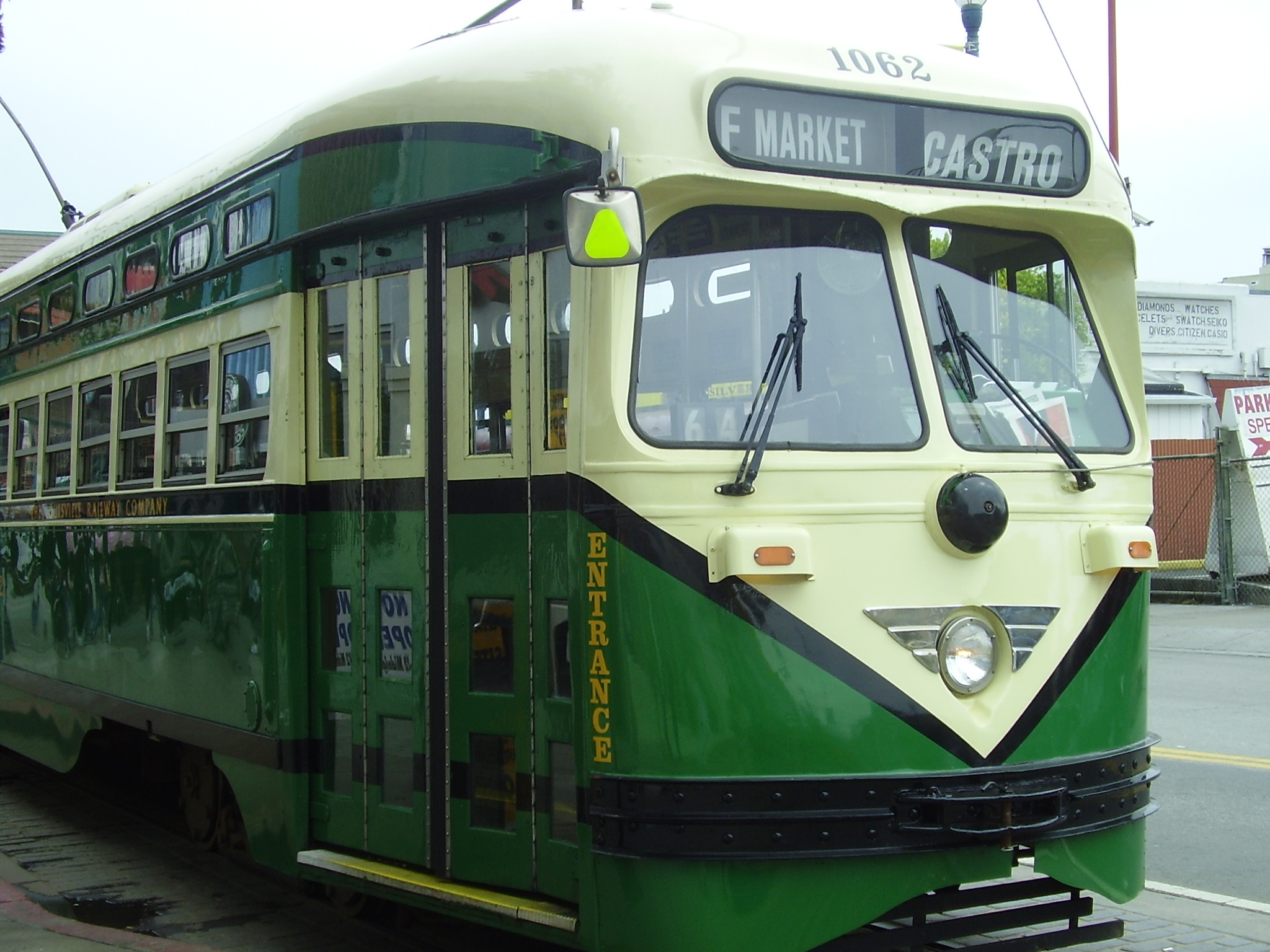
PCC 1062 in Louisville, KY, uitvoering

## Toekomst
Nadat men eenmaal de smaak te pakken had, werden vele plannen gemaakt om de historische diensten uit te breiden. In dit geval zelfs met geheel nieuw aangelegde lijngedeelten. 
- Een tweede lijn, E Embarcadero, werd op 1 augustus 2015 op weekenddagen ingesteld, en wordt naar verwachting in 2016 dagelijks ingesteld van Fisherman's Wharf over de Embarcadero, via de route van lijn F tot de Ferry Terminal aan de voet van Market Street, en van daaruit verder langs de Embarcadero en King Street tot het Caltrain Station aan de kruising van de 4de en King Street. Een gedeelte van de bestaande lijn N Judah (een gewone sneltramlijn van Muni) wordt daarbij gebruikt.
- Het plan de F- of de E-lijn vanaf de Embarcadero naar het Scheepvaartsmuseum (San Francisco Maritime Museum and Aquatic Park) en Fort Mason te verlengen is serieus in studie. Daarbij zou een historische enkelsporige tunnel uit 1914, die al tientallen jaren niet wordt gebruikt, weer in exploitatie worden genomen. Een haalbaarheidsstudie en een studie naar de effecten op het milieu zijn reeds uitgevoerd, maar over een mogelijke opening is niets bekend.